# Crows Zero
Crows Zero (jap. クローズZERO, Kurōzu Zero) ist ein japanisches Junggangsterdrama, basierend auf dem Manga Crows von Hiroshi Takahashi. Der Film wurde von Shōgo Mutō geschrieben und von Takashi Miike inszeniert, die Hauptrolle spielt Shun Oguri.
Die Mangaadaption erschien am 27. Oktober 2007 in den japanischen Kinos und spielte dort etwa 20 Millionen US-Dollar ein, den bis zu diesem Zeitpunkt größten kommerziellen Erfolg für Regisseur Miike. In Deutschland kam die Produktion am 27. März 2009 direkt auf DVD in den Handel.

## Handlung
Die Geschichte spielt zur heutigen Zeit an der legendären, von brutalen Jugendgangs dominierten Suzuran-Highschool in Japan. Die Lehrerschaft hat Angst vor ihren Schülern, insbesondere vor den Anführern der organisierten Banden, die um die alleinige Herrschaft kämpfen. Unterricht ist an der „Schule der Krähen“ unmöglich. Der brutale und gewiefte Gang-Leader, Tamao Serizawa, ist der unumstrittene „König“ über Suzuran – bis ihm eines Tages Neuankömmling Genji herausfordert. Der neue Schüler ist der Sohn eines der gefürchteten Yakuza-Bosse, der, um die Geschäfte seines Vaters übernehmen zu dürfen, die Bildungsstätte erobern muss – was aber noch nicht einmal sein Vater geschafft hat.
Um Tamao fordern und besiegen zu können, unterwirft sich Genji zunächst der vorherrschenden Hierarchie der Suzuran. Sein Ziel ist es, möglichst viele Schüler um sich zu scharen für den Endkampf gegen Tamao. Mit Hilfe eines Kleingangsters, Ken Katagiri, zieht er den ersten Klassenführer auf seine Seite, woraufhin sich dieser mit seiner Gefolgschaft Genji anschließt. Nach und nach rekrutiert er weitere Klassen für sich.
Am Ende des Films kommt es zum ersehnten Kampf zwischen den gegnerischen Lagern. Genji besiegt Tamao, doch letztlich führt ihn die angestrebte Alleinherrschaft in weitere Auseinandersetzungen. In einem offenen Finale tritt er gegen Rinda-man an, einem bislang unbesiegten, übermächtigen Einzelkämpfer, der sich keiner Gang angeschlossen hat.

## Kritiken
Derek Elley von der Zeitschrift Variety hob die „düstere grau-braune Farbgebung“, den „Techno-Rock Score“ und die „graffiti-überdeckte Ausstattung“ hervor.
Für das Schweizer Portal „molodezhnaja.ch“ war der Film ein „gelungener und sehenswerter Film, ein hartes Jugenddrama mit cooler Optik, tollen Stars und einigen heftigen Fights“. Hingegen hielt das deutsche Portal „dasmanifest.com“ den Film nicht für den besten des Regisseurs, er sei „aber ein respektloser und überdrehter Actioner, wie er nur aus Japan kommen kann“.